# Lotus jolyi
Lotus jolyi är en ärtväxtart som beskrevs av Jules Aimé Battandier. Lotus jolyi ingår i släktet käringtänder, och familjen ärtväxter. Inga underarter finns listade i Catalogue of Life.